# Rophites leclercqi
Rophites leclercqi is een vliesvleugelig insect uit de familie Halictidae. De wetenschappelijke naam van de soort is voor het eerst geldig gepubliceerd in 1971 door Schwammberger.